# Kiertyny Wielkie
Kiertyny Wielkie (niem. Gross Kärthen) – wieś w Polsce, położona w województwie warmińsko-mazurskim, w powiecie bartoszyckim, w gminie Bartoszyce.
W latach 1975–1998 miejscowość należała administracyjnie do województwa olsztyńskiego.

## Nazwa
1 października 1948 r. nadano miejscowości polską nazwę Kiertyny Wielkie.

## Historia
Wieś pruska, wymieniona w dokumencie z 1414 roku, kiedy to spisywano szkody po wojnie polsko-krzyżackiej. Po kolejnych wojnach miejscowość była zasiedlana od nowa. Wtedy już jako miejscowość książęca. W XIX w. uwłaszczono wielkokiertyńskie grunty.
W 1720 r. założono w miejscowości szkołę. W 1935 r. pracowało w niej 2 nauczycieli, a uczyło się 106 uczniów. Po 1945 r. w rozwój szkoły mocno zaangażował się nauczyciel Jan Bieżuński. Po jego nagłej śmierci w 1968 r. kierownictwo 4-klasowej szkoły przejęła Joanna Tomaszewska z domu Wojtanowska i kierowała nią aż do jej likwidacji w 1975 roku.
W 1983 r. w Kiertynach Wielkich mieszkało 191 osób w 37 domach. W tym czasie w miejscowości było 40 indywidualnych gospodarstw rolnych, obejmujących łącznie areał 417 hm² (ha). W gospodarstwach tych hodowano 254 sztuki bydła (w tym 120 krów), 367 sztuk trzody chlewnej, 35 koni i 6 owiec. W tym czasie w miejscowości były m.in.: świetlica, punkt biblioteczny, klub, sala kinowa na 70 miejsc i sklep wielobranżowy.